# Кандрше (Литија)
Кандрше (словен. Kandrše) је насељено место у општини Литија, Засавска регија, Словенија. Део је насеља Кандрше које је административним границама подељено на два насеља: Кандрше (Литија) и Кандрше (Загорје об Сави).

## Историја
До територијалне реорганизације у Словенији био су у саставу старе општине Литија.

## Становништво
У попису становништва из 2011. године, Кандрше је имао 7 становника.
| Број становника према пописима | Број становника према пописима | Број становника према пописима |
| ------------------------------ | ------------------------------ | ------------------------------ |
| 1991                           | 2002                           | 2011                           |
| 9                              | 5                              | 7                              |